# 294 TCN
294 TCN là một năm trong lịch La Mã.